# Зопір (медик)
Зопі́р (2-а половина I століття до н. е.) — давньогрецький медик-фармаколог часів останніх єгипетських царів з династії Птолемеїв.

## Життєпис
Народився у місті Александрія (Єгипет). Був відомим фармакологом за часів царів Птолемея XII Авлета та його доньки Клеопатри VII. Був представником емпіристського напряму в медицині. Був досить відомим в елліністичному світі. До нього зверталися багато царів та впливових осіб. Серед найвідоміших — на замовлення Мітрідата VI Евпатора, царя Понту, Зопір склав відомий рецепт протиотрути, більш знаний як рецепт Мітрідата. Для свого царя Птолемея Авлета Зопір склав рецепт протиотрути, який назвав амброзією, на кшталт напою, який вживали олімпійські боги.
Ймовірно Зопір мав чималі знання з фармакології та ботаніки. Навіть одна з рослин отримала його ім'я — «зопірон».
Жодного твору від Зопіра не збереглося дотепер.